# الدعارة في تركيا
الدعارة في تركيا قانونية ومنظمة. سمحت علمنة المجتمع التركي للدعارة بالحصول على وضع قانوني خلال أوائل القرن العشرين. تُعرف بيوت الدعارة باسم "البيوت العامة" في الدولة، غير أن العديد من الحكومات المحلية قد أصدرت تشريعات جديدة في بعض المدن مثل أنقرة وبورصة، كما تجدر الإشارة إلى أن العديد من بيوت الدعارة قد هدمت من قبل المحكمة.
بحلول أوائل القرن العشرين، كان العدد التقريبي للبغايا المسجلات 2000. ضمن هذه المجموعة السكانية، خلصت دراسة أجريت في 1919-1920 خلال حكم حزب الاتحاد والترقي  للدولة العثمانية إلى أن ستين بالمائة من هؤلاء النساء كن غير مسلمات وأربعين بالمائة منهن مسلمات. ومع ذلك ، فإن هذا الرقم لا يشمل البغايا اللائي كن يعملن بشكل غير قانوني. أشارت التحقيقات إلى أن أعدادًا أكبر من النساء المسلمات يمارسن الدعارة بشكل غير قانوني أو سرًا، مقارنة بنظيراتهن غير المسلمات اللواتي كن مسجلات.
على مر السنين ، بدأ عدد متزايد من النساء في اللجوء إلى الدعارة كوسيلة للدخل المالي. فالعديد من النساء اللواتي لجأن إلى الدعارة فعلن ذلك بسبب كونهن أمهات عازبات، والتشرد، والفقر، ولأنهن يتحملن تكاليف خدمات رعاية الأطفال. في حين أن النساء المسجلات وغير المتزوجات فوق سن الثامنة عشرة فقط يمكنهن العمل في بيوت الدعارة التي تنظمها الدولة، فإن أولئك غير المسجلات يجبرون على العمل خارج النظام. وبالتالي ، كان على النساء غير المسجلات العمل في بيوت الدعارة غير القانونية، وعامات الشوارع، وبيع الخدمات الجنسية من منازلهن.
وفقًا لدراسة أجرتها المعاهد الوطنية للصحة في عام 2021، هناك حوالي 30447 عاملة بالدعارة و15780 عاملة في مجال الجنس المتحولين جنسيًا في اسطنبول. بقيمة سوقية تُقدر بحوالي 4 مليارات دولار سنوياً. البطالة وتدني الأجور وصعوبة الظروف المعيشية والتضخم وعوامل أخرى تدفع النساء في تركيا بشكل متزايد إلى ممارسة الجنس مقابل النقود.

## الوضعية القانونية
العمل في مجال الجنس في تركيا منصوص عليه في المادة 227 من قانون العقوبات التركي (القانون رقم 5237). ممارسة القوادة يُعاقب عليه بشهرين إلى أربع سنوات في السجن. كما يتم حظر جواز سفر دخول البلاد من اجل ممارسة الدعارة.
بيوت الدعارة هي قانونية ومرخَّصة بموجب قوانين الصحة التي تُقنن التعامل مع الأمراض المنقولة جنسيا. لذلك فالمرأة تحتاج إلى أن تكون مسجلة وتتوفر على بطاقة هوية تفيد بتواريخ قيامها بالفحوصات الطبية اللازمة. فالسلطات في تركيا تُلزم العاملات بالجنس على الخضوع لفحوصات طبية منتظمة وذلك بهدف تفادي الأمراض المنقولة جنسيا. يُسمح لعناصر الشرطة بالتحقق من السجل الصحي للعاملات بالجنس لتحديد ما إذا كان قد تم الفحص بشكل صحيح والتأكد من أن البغية تزور السلطات في كل مرة. بالرغم من كل هذا فمعظم العاملين في مجال الجنس غير مسجلين.
الأنظمة الأخرى التي تؤثر على العاملين في مجال الجنس في تركيا تشمل جنحة القانون في المادة 32.
ومع ذلك فإن تطبيق هذا القانون المثير للجدل يبقى محدودا خاصة في مدن مثل أنقرة وبورصة.

## الدعارة غير الشرعية
يُصنف البغاء غير القانوني على أنه إدارة بيت دعارة بدون ترخيص ، أو عاهرة دون إجراء فحوصات طبية ، أو عاهرة دون الحصول على ترخيص، أو عاهرة دون أن تكون مسجلاً. يُعاقب على ممارسة الدعارة غير القانونية بالسجن لمدة أقصاها سنة واحدة.
الدعارة الداخلية في تركيا منظمة وقانونية ، في حين أن خدمات المرافقة غير قانونية وغير منظمة. يمكن للعملاء الانتقال إلى مواقع الويب التي تقدم خدمات جنسية لأن صفحات الويب هذه لا تتطلب عمرًا لاستخدامها. يتيح ذلك للعملاء والمشتغلين بالجنس من جميع الأعمار استخدام الموقع كما يحلو لهم. يمكن للمرافقين العمل بشكل مستقل عن راحة منازلهم أو أي مكان يختارونه. يتيح هذا أيضًا للعاملين في مجال الجنس من الذكور والمتحولين جنسيًا الذين لا يُسمح لهم قانونًا ببيع الجنس ، استخدام مثل هذه المنصات للعثور على العملاء.

## نوادي التعري
توجد نوادي التعري في تركيا الحالية، لكنها يجب أن تكون حاصلة على رخصة؛ ليس هذا فقط بل يتوجب على العاملات في النادي (راقصة تعري) الحصول أيضا على الرخصة كما يُفرض عليهن القيام بفحوصات صحية وطبية دورية. هذا بالإضافة إلى أنه يتوجب على كل الأشخاص الذين يدخلون نوادي التعري أن يكونوا فوق سن الثامنة عشر على الأقل.

## حقوق العاملين في الجنس
في عام 2008 أعلن النشطاء والعاملين في مجال الجنس في تركيا عن العمل على مشروع إنشاء أول اتحاد جنسي في تركيا وذلك لضمان حقوق العاملين في هذا المجال.

## التركيبة السكانية
| البند                                  | بيانات التعداد   |
| -------------------------------------- | ---------------- |
| عدد العاهرات                           | 100,000          |
| العاهرات المسجلين في 56 بيت دعارة      | 3,000            |
| العاهرات المسجلين لدى الشرطة           | 15,000           |
| العاهرات في انتظار الحصول على التراخيص | 30,000           |
| متوسط عمر العاملين في الدعارة          | بين 18 و40       |
| مبيعاتها السنوية                       | $3–4 مليار دولار |